# Marguerite Porete

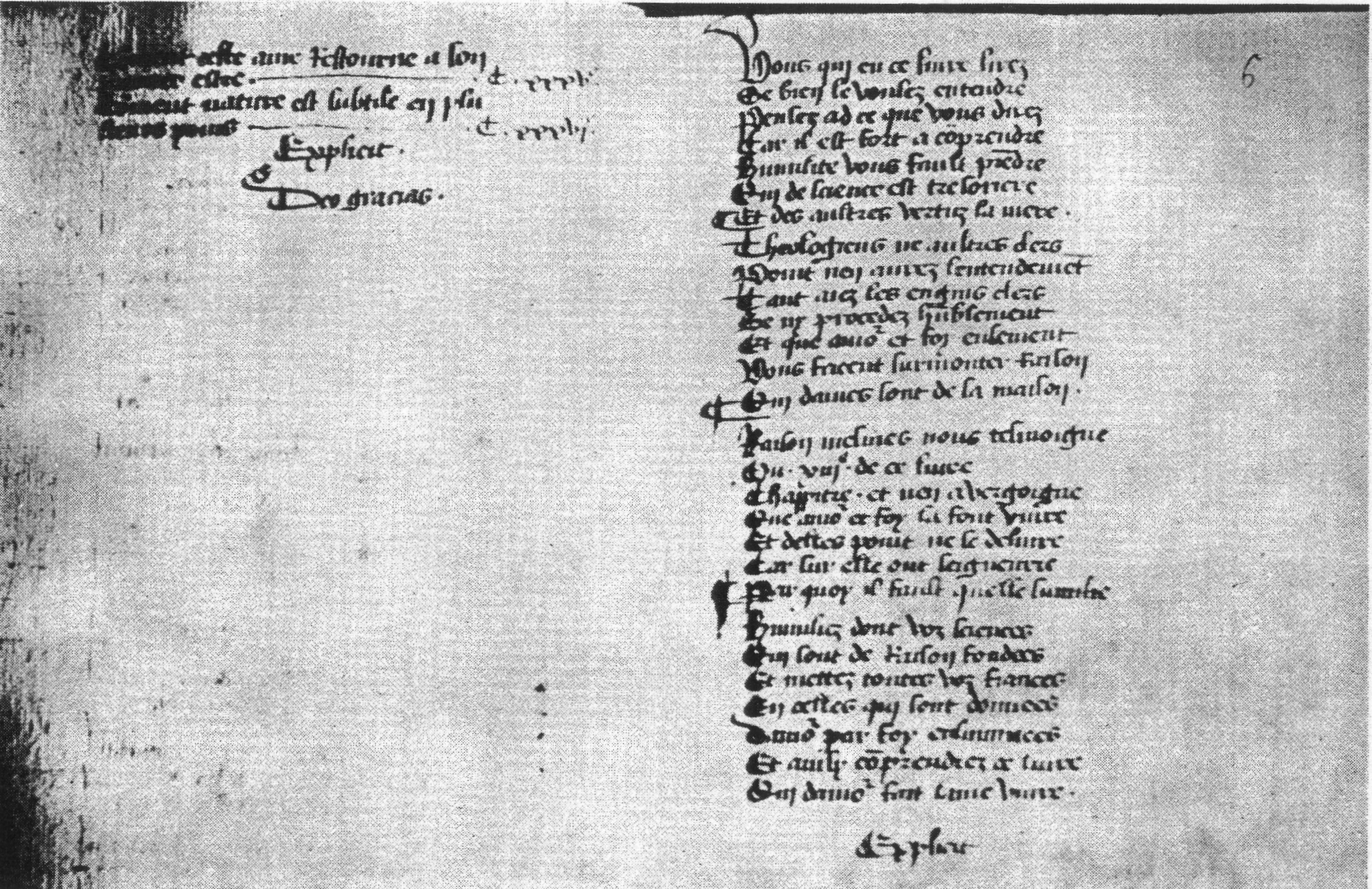
Marguerite Porete, Spiegel der einfachen Seelen, Eingangsgedicht in der Handschrift Chantilly, Musée Condé, F XIV 26, fol. 6r (15./16. Jahrhundert)

Marguerite Porete ([maʁɡəʁit pɔʁɛt] ; eingedeutscht auch Margareta oder Margarete u. a.; auch Marguerite Porète, Porette, Porrette oder Poirette; * um 1250/1260 im Hennegau; † 1. Juni 1310 in Paris) war eine französischsprachige spätmittelalterliche Mystikerin und Autorin. Sie gehörte der religiösen Bewegung der Beginen an. Als Autorin der Schrift Le mirouer des simples ames („Spiegel der einfachen Seelen“) erregte sie Aufsehen. Das Thema des „Spiegels“ ist die etappenweise Befreiung der Seele von allen Abhängigkeiten, die sie in Knechtschaft halten. Wegen der eigenständigen theologischen Lehre, die im „Spiegel“ verkündet wird, geriet Porete in Konflikt mit dem kirchlichen Lehramt, dem sie die Befugnis zur Beurteilung ihrer Theologie absprach. Der für ihren Wohnsitz zuständige Bischof von Cambrai ordnete die öffentliche Verbrennung des als häretisch eingestuften Buchs an und verbot die Verbreitung der darin dargelegten Auffassungen.
Da Porete weiterhin für ihre Überzeugung eintrat, wurde sie von der Inquisition zum Verhör vorgeladen. Als sie sich weigerte, der Vorladung Folge zu leisten, wurde sie inhaftiert. Im anschließenden Inquisitionsverfahren in Paris lehnte sie es ab, sich zur Sache zu äußern, und zeigte keine Reue. Daraufhin wurde sie nach anderthalbjähriger Haft zum Tode verurteilt und öffentlich auf dem Scheiterhaufen hingerichtet. Ihre Schrift blieb im Umlauf, wurde aber fortan anonym oder pseudonym verbreitet.

## Leben
Über das Leben Poretes ist wenig bekannt. Neben autobiographisch deutbaren Hinweisen in ihrem „Spiegel der einfachen Seelen“ sind die unvollständig überlieferten Akten des Inquisitionsprozesses die Hauptquelle. Hinzu kommen Erwähnungen in Chroniken.

### Herkunft und Ausbildung
Gesichert ist Poretes Herkunft aus dem Hennegau. „Porete“ ist wohl ein Beiname, kein Familienname. Wahrscheinlich stammte sie aus der Stadt Valenciennes oder deren Umgebung, denn sie hat offenbar dort gelebt. Ihre ausgezeichnete Bildung lässt erkennen, dass sie der Oberschicht entstammte. Wegen ihrer für eine damalige Frau ungewöhnlichen theologischen Kenntnisse wird sie in spätmittelalterlichen französischen Chroniken als clergesse („Gelehrte“, wörtlich „Klerikerin“) und en clergrie mult suffissant („in geistlichem Wissen sehr bewandert“) bezeichnet. Der Begriff „Kleriker“ wird in mittelalterlichen Quellen nicht nur für Geistliche im Sinne der Ständeordnung, sondern auch allgemein für gebildete Personen verwendet. Unklar ist, wie sich Porete ihr Wissen angeeignet hat, denn die Bildungseinrichtungen standen Frauen nicht offen. Wahrscheinlich erhielt sie Privatunterricht.

### Das Beginentum

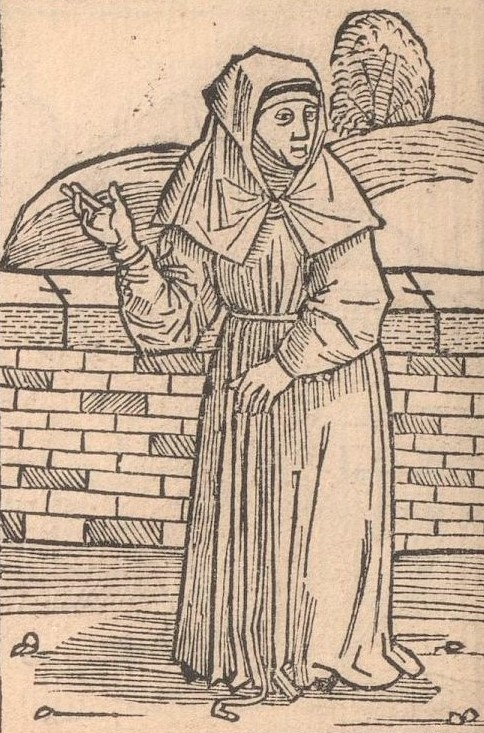
Holzgravur einer Begine, aus Des dodes dantz von Matthäus Brandis (Lübeck 1489)

Zu einem unbekannten Zeitpunkt schloss sich Porete der Beginenbewegung an. Ihre Zugehörigkeit zu den Beginen ist gut bezeugt, in der Forschung gelegentlich geäußerte Zweifel daran sind unberechtigt. Die Beginen waren Frauen, die im karitativen Bereich oder handwerklich tätig waren oder Schulunterricht erteilten und diese Aktivitäten mit einem intensiven religiösen Leben verbanden. Manche von ihnen schlossen sich zu gemeinsamem Leben zusammen. Die Pflege der spirituellen Liebe bildete einen Schwerpunkt ihrer Bestrebungen und war Gegenstand intensiver Reflexion. Der Eintritt in den Beginenstand erfolgte durch einen Aufnahmeritus. Die Haltung des Klerus zum Beginentum war zwiespältig, teils positiv, teils ablehnend. Porete betrachtete die Prinzipien und Praktiken des Beginenlebens kritisch; manches schien ihr zu starr fixiert und daher der Spiritualität abträglich. Sie gehörte anscheinend keiner organisierten Beginengemeinschaft an, sondern zählte zu den einzeln lebenden Beginen.

### Erster Konflikt mit der kirchlichen Obrigkeit
Wohl vor dem Ende des 13. Jahrhunderts schrieb Porete den „Spiegel der einfachen Seelen“. Damals galt es zwar als zulässig, dass eine Frau sich mit Theologie befasste und ihre theologischen Ansichten verbreitete, doch konnte dies nur im privaten Bereich geschehen, insbesondere zum Zweck der Belehrung von Frauen untereinander. Ein öffentliches Lehren war ausgeschlossen, da der Apostel Paulus dies unmissverständlich untersagt hatte (1 Kor 14,34–35 ; 1 Tim 2,11–12 ). Das gegen die Frauen gerichtete Verbot des Lehrens konnte im Mittelalter umgangen werden, indem ihre Texte als unmittelbare, wörtliche göttliche Eingebung bezeichnet wurden, etwa im Rahmen der Visionsliteratur. Porete hielt ihr Buch zwar für göttlich inspiriert, berief sich aber nicht auf ein derartiges wunderbares Ereignis; Wunder kommen bei ihr nicht vor. Daher konnte schon der Umstand, dass sie ihre theologischen Ansichten mit großer Bestimmtheit vertrat und dass ihre Schrift in der Öffentlichkeit erhebliche Resonanz fand, Anstoß erregen. Suspekt war sie außerdem als Begine. Da die Betätigung der Beginen sich teilweise außerhalb des etablierten Systems kirchlicher Aufsicht und Lehrvermittlung abspielte, waren ihre Aktivitäten aus der Sicht des Klerus nicht so gut kontrollierbar wie diejenigen von Ordensfrauen und daher problematisch. Wegen der bei ihnen verbreiteten Neigung zu eigenständigem, unkonventionellem religiösem Denken gerieten sie relativ leicht in den Verdacht der Häresie (Ketzerei). Hinzu kam bei Porete die Radikalität und Kühnheit mancher ihrer Aussagen und ihr Verzicht auf eine Absicherung durch das namentliche Zitieren theologischer Autoritäten; sie berief sich nur auf Bibelstellen.
Guy II. von Colmieu, ein Italiener, der auch unter seinem italienischen Namen Guido de Collemezzo bekannt ist und von 1296 bis 1306 als Bischof von Cambrai amtierte, verbot die Verbreitung des „Spiegels“ und ordnete die öffentliche Verbrennung des Werks in Valenciennes an. Porete zeigte sich von den gegen ihr Werk ergriffenen Maßnahmen kaum beeindruckt. Sie propagierte nun eine überarbeitete Version des „Spiegels“, in der sie aber an den verurteilten Aussagen festhielt, und empfahl das Buch u. a. dem Bischof von Châlons-en-Champagne, Jean von Châteauvillain. Damit verstieß sie gegen eine Anordnung des Bischofs von Cambrai, der ihr untersagt hatte, die beanstandeten Ansichten weiterhin zu vertreten und das Buch zu besitzen. Guy II. hatte ihr für den Fall der Zuwiderhandlung die Exkommunikation und ein Häresieverfahren angedroht.
Poretes Verhalten nach der Verbrennung ihres Buchs lässt erkennen, dass in der Diözese Cambrai kein ordentliches Inquisitionsverfahren durchgeführt worden war. Ein solches hätte entweder zu einem Geständnis und Widerruf oder zu einem Todesurteil führen müssen. Nach einem Häresiegeständnis und Widerruf hätte Porete ihr Buch nicht einem Bischof vorlegen können in der Absicht, seine Zustimmung zu finden.
Porete konnte sich auf drei von ihr eingeholte theologische Stellungnahmen berufen, die dem „Spiegel“ Korrektheit im Sinne der kirchlichen Lehre bescheinigten. Sie fügte ihrem Werk eine Wiedergabe der Stellungnahmen bei, von denen nur eine ein schriftliches Gutachten war; bei den beiden anderen handelte es sich um mündliche Äußerungen, die sie selbst schriftlich zusammenfasste. Eine der Beurteilungen stammte von einem Franziskaner, eine von einem Zisterzienser und eine von dem angesehenen Theologen Gottfried von Fontaines, der an der Sorbonne unterrichtete. Strittig ist in der Forschung, ob diese Stellungnahmen vor der Verurteilung des Buchs durch den Bischof von Cambrai angefordert und erstellt wurden oder erst nachher. Gegen die letztere Annahme spricht, dass die Verteidiger des „Spiegels“ in diesem Fall riskierten, selbst der Häresie verdächtigt und angeklagt zu werden. Andererseits ist Poretes Missachtung des bischöflichen Verbots leichter erklärbar, wenn man davon ausgeht, dass sie die Stellungnahmen nach der Verurteilung eingeholt hatte, um ein Gegengewicht zur Autorität des Bischofs von Cambrai zu schaffen. Dann wird auch verständlich, dass sie sich nach der Verurteilung an einen anderen Bischof wandte. Jedenfalls konnten die Stellungnahmen sie nicht vor den Folgen ihrer Übertretung des Verbots schützen. Sie wurde vom neuen Bischof von Cambrai, Guys Nachfolger Philipp von Marigny, und vom Provinzialinquisitor von Lothringen zum Verhör vorgeladen. Philipp war ein einflussreicher Kirchenpolitiker mit guten Beziehungen zum Königshof.

### Prozess und Hinrichtung
Philipp von Marigny übergab den Fall dem päpstlichen Generalinquisitor für Frankreich, dem Dominikaner Wilhelm von Paris. Wilhelm war der Beichtvater Philipps IV., des damals regierenden Königs von Frankreich, und an den vom König initiierten und vorangetriebenen Templerprozessen in deren Anfangsphase maßgeblich beteiligt. Dabei setzte er sich so eifrig für die Interessen des Königs ein, dass Papst Clemens V. ihn zeitweilig seines Amtes enthob, doch wurde er auf königlichen Druck 1308 wieder eingesetzt. Er lud Porete mehrmals vor, doch weigerte sie sich zu erscheinen. Darauf wurde sie im Jahr 1308 festgenommen, zwangsweise vorgeführt und eingekerkert. Der Generalinquisitor setzte ein Gremium von 21 Theologen ein, das fünfzehn bereits zusammengestellte häresieverdächtige Passagen des „Spiegels“ beurteilen sollte. Es ging somit nicht um das Buch als Ganzes, sondern nur um die herausgegriffenen Zitate, deren Wortlaut unabhängig vom Kontext hinsichtlich der Rechtgläubigkeit zu überprüfen war. Die auffallend hohe Zahl der aufgebotenen Fachleute zeugt von der Bedeutung, die führende kirchliche Instanzen dem Fall beimaßen, und vom Bedürfnis, die für Porete positive Stellungnahme des Gottfried von Fontaines zu entkräften. Zu den Kommissionsmitgliedern gehörte der später berühmte Exeget Nikolaus von Lyra. Die Kommission tagte in Paris, wo Porete inhaftiert war.
Von den fünfzehn Anklageartikeln sind nur drei wörtlich überliefert. Im ersten Artikel wird Porete beschuldigt gelehrt zu haben, „dass die zunichtegewordene Seele von den Tugenden Abschied nimmt und nicht weiter in deren Knechtschaft steht, da sie diese ja nicht für irgendeinen Gebrauch besitzt, sondern die Tugenden ihr auf einen Wink gehorchen“. Der fünfzehnte Artikel betrifft ihre Behauptung, „dass eine solche Seele sich weder um Tröstungen Gottes noch um seine Gaben kümmert und sich darum auch nicht kümmern soll und kann, da sie ganz auf Gott ausgerichtet ist und ihre Bezogenheit auf Gott anderenfalls behindert würde“. Ein weiterer Artikel lautet, dass nach Poretes Lehre „die in der Liebe zum Schöpfer zunichtegewordene Seele ohne Gewissenstadel oder Gewissensbiss der Natur gewähren kann und soll, was immer diese anstrebt und begehrt“. Dabei handelt es sich um eine verkürzte und überspitzte Formulierung einer Aussage im 17. Kapitel des „Spiegels“, wonach man von den erschaffenen Dingen, die zur Befriedigung natürlicher Bedürfnisse benötigt werden, ohne Bedenken Gebrauch machen soll, wenn eine Notwendigkeit es erfordert.
Die Kommission kam in ihrer Sitzung vom 11. April 1309 in Anwesenheit des Generalinquisitors zum Ergebnis, dass das Buch, das die fünfzehn beanstandeten Aussagen enthält, tatsächlich häretisch sein müsse. Zu diesem Zeitpunkt war Porete offenbar bereits exkommuniziert. Nachdem sie von der Möglichkeit des Widerrufs ihrer Thesen keinen Gebrauch gemacht hatte, wurde das Verfahren im folgenden Jahr fortgesetzt. Zu diesem Zweck berief der Generalinquisitor eine neue Kommission, der nur noch elf der ursprünglich 21 Theologen und dazu fünf neu hinzugezogene Kanonisten (Kirchenrechtler) angehörten. Diese Kommission tagte im März 1310, doch die Theologen zogen sich zurück und überließen den Fall gänzlich den Kanonisten. Die fünf Kirchenrechtler kamen am 3. April 1310 zu einer ersten Beratung zusammen. Dabei wurde festgestellt und im Protokoll festgehalten, dass Porete sich geweigert hatte, sich zum Zweck der Aussage vor dem Inquisitor vereidigen zu lassen. Sie lehnte es auch ab, zu den Anklagepunkten inhaltlich Stellung zu beziehen bzw. die beanstandeten Aussagen zu widerrufen, und schwieg hartnäckig. Damit folgte sie einem Grundsatz, den sie selbst in ihrer Schrift aufgestellt hatte: Eine freie Seele sei nicht anzutreffen, wenn man sie vorlade; „ihre Feinde erhalten keinerlei Antwort von ihr“. Dem Protokoll zufolge bemühte sich der Inquisitor vergeblich, sie zum Einlenken zu bewegen. Die Kommission befand, dass die Angeklagte, die schon seit anderthalb Jahren eingekerkert war, der Häresie schuldig und daher zum Tode zu verurteilen sei. Wenn sie aber Reue zeige, könne sie zu lebenslanger Kerkerhaft begnadigt werden.
Als sich Porete weiterhin völlig unkooperativ zeigte, empfahl die Kanonistenkommission am 9. Mai 1310 dem Generalinquisitor, die Hinrichtung zu veranlassen. Darauf fällte Wilhelm den Schuldspruch, der am 31. Mai (Pfingstsonntag) in Anwesenheit und mit der Zustimmung des Bischofs von Paris öffentlich verkündet wurde. Formal handelte es sich nicht um ein Todesurteil, da die Kirche nach ihrem Selbstverständnis kein Blut vergießen durfte, sondern Barmherzigkeit zeigen musste. Beschlossen wurde nur, wie in solchen Fällen üblich, die Verurteilte der „weltlichen Justiz“ zu überlassen, wobei Wilhelm noch ausdrücklich darum bat, man möge sie, soweit dies rechtlich möglich sei, barmherzig behandeln und weder verstümmeln noch töten. Diese Bitte war aber eine belanglose Formalie, denn für rückfällige und verstockte Häretiker war nach einem kirchlichen Schuldspruch die Hinrichtung zwingend vorgeschrieben, eine Begnadigung war von vornherein ausgeschlossen. Anschließend wurde die Verurteilte den staatlichen Behörden übergeben, die für die Vollstreckung zuständig waren. Nach damaligem Kirchenrecht war der Tatbestand zur Begründung des Urteils ausreichend. Ein zur Hinrichtung führender Schuldspruch der Inquisition konnte allein wegen der mangelnden Kooperation der Angeklagten erfolgen, unabhängig davon, ob die Häresiebeschuldigung tatsächlich zutraf.
Am 1. Juni 1310, dem Pfingstmontag, wurde Porete auf der Place de Grève in Paris auf dem Scheiterhaufen verbrannt. Da sie kein Schuldbekenntnis abgelegt hatte, hatte sie die Absolution (Lossprechung) nicht erhalten, sondern starb exkommuniziert, also außerhalb der Kirchengemeinschaft. Bald darauf verbot das Konzil von Vienne (1311–1312) den Beginen theologische Betätigung, womit es unter anderem aus dem spektakulären Fall Konsequenzen zog.

## Werk
Marguerite Poretes „Spiegel der einfachen, zunichtegewordenen Seelen und derer, die einzig im Wunsch und der Sehnsucht nach Liebe verharren“ (Le mirouer des simples ames anienties et qui seulement demourent en vouloir et désir d’amour) wurde in altfranzösischer Sprache verfasst. Erhalten ist aber nur eine mittelfranzösische Fassung, die in einer einzigen Handschrift aus dem späten 15. oder frühen 16. Jahrhundert überliefert ist.
Der „Spiegel“ ist ein Lehrbuch der Seelenkunde. Das Thema ist allgemein die Seele und ihr Verhältnis zu Gott und den geschaffenen Dingen und speziell die Befreiung der Seele von ihren Abhängigkeiten und ihr Aufstieg zu Gott. In heutiger Terminologie wird das Werk zur mystischen Literatur gezählt.

### Literarische Gestaltung

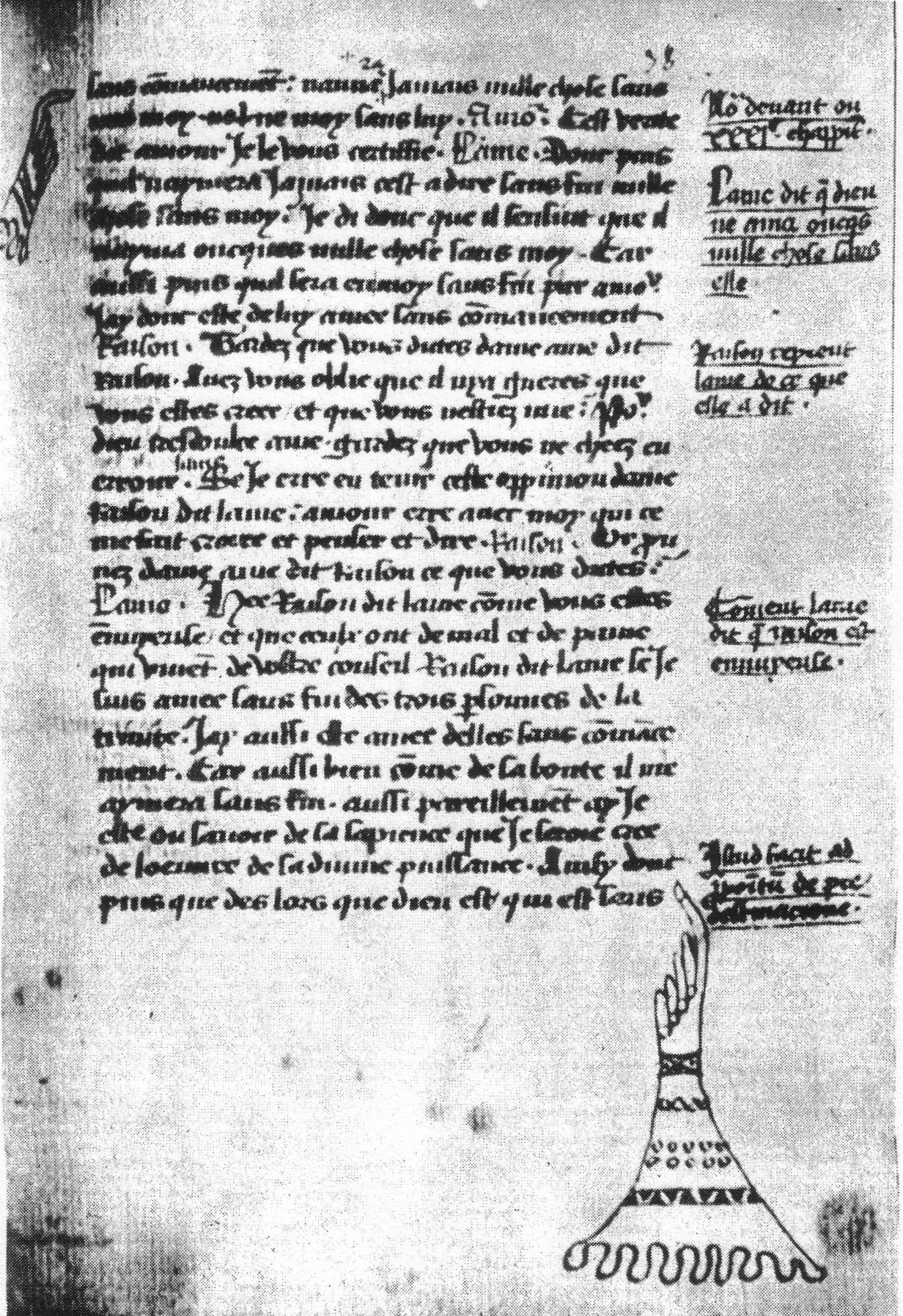
Dialog der Seele mit dem Verstand im Spiegel der einfachen Seelen, Kapitel 35. Handschrift Chantilly, Musée Condé, F XIV 26, fol. 38r (15./16. Jahrhundert)

Die Schrift besteht aus 139 lose aneinandergereihten Kapiteln. Der stark von theoretischen Ausführungen geprägte Hauptteil endet mit dem 122. Kapitel. In den eher praktisch ausgerichteten restlichen siebzehn Kapiteln folgen „einige Betrachtungen für jene, die sich im Zustand der Verirrten befinden und die nach dem Weg ins Land der Freiheit fragen“.
Das Werk hat die Form eines Gesprächs zwischen mehreren Beteiligten. Daraus ergibt sich eine unsystematische Präsentation der dargelegten Lehren. Die Seele und eine Anzahl von personifizierten Mächten, Tugenden und Gemütsfaktoren reden miteinander. Die Hauptrollen spielen die Seele, die Liebe (Amour) und der Verstand (Raison). Amour und Raison sind allegorische Gestalten, die in der altfranzösischen Lyrik oft miteinander konfrontiert werden. Die Liebe, die mit Gott identisch ist, und die Seele vertreten die Überzeugungen der Autorin, der Verstand äußert Zweifel und trägt Gegenargumente vor. Am Dialog beteiligt sind ferner u. a. die Sehnsucht, die Wahrheit, der Glaube, die Furcht, die Hoffnung und der Heilige Geist. Ferner ergreift auch die Autorin selbst (L’Acteur) das Wort. Der Stil der Debatte ist lebhaft, teils leidenschaftlich und dramatisch. Öfters wird das Publikum – die „Hörer dieses Buches“ – direkt angesprochen. Zwar ist der „Spiegel“ in erster Linie eine Lehrschrift, doch sind auch Passagen in lyrischem Stil eingefügt. Vorangestellt ist ein Gedicht in Form einer Kanzone, in dem zur Demut aufgerufen wird. Ob es von der Autorin stammt oder später eingefügt wurde, ist ungewiss.

### Zweck und Zielpublikum
Marguerite Porete bezeichnet Gott bzw. die mit ihm gleichgesetzte Liebe als den eigentlichen Autor des Buches. Nach seinem Willen solle es denen, für die es bestimmt sei, dazu verhelfen, das vollkommene Leben und den Zustand des Friedens besser zu schätzen. Man könne den „Spiegel“ nur verstehen, wenn man mit großer Begierde und Achtsamkeit „von innen heraus“ (de dedans vous) den Darlegungen folge. Anderenfalls komme es zu Missverständnissen. An anderer Stelle bemerkt Porete, das Buch sei von der Seele verfasst worden. Da nach ihrer Lehre die zunichtegewordene Seele keinen eigenen Willen hat, sondern nur Gottes Willen vollzieht, sind diese Feststellungen zur Verfasserschaft miteinander im Einklang. Allerdings ist die im Dialog auftretende Seele keine statische Gestalt. Sie zeigt sich in verschiedenen Entwicklungszuständen, die sich durch unterschiedliche Nähe zu Gott unterscheiden.
Wie aus dem Titel zu ersehen ist, ist der „Spiegel“ für zwei Lesergruppen bestimmt: die fortgeschrittenen, bereits „zunichtegewordenen“ Seelen, die keinen vom göttlichen Willen getrennten Eigenwillen mehr haben, und diejenigen, die hinsichtlich der Liebe noch im Wollen und Wünschen verharren, nachdem sie sich ihrer sonstigen Wünsche entledigt haben. Porete teilt die intensiv religiösen Menschen in drei Gruppen: die Zugrundegegangenen (periz), die Verirrten (marriz) und die Zunichtegewordenen (adnienties). Daneben gibt es noch die „gewöhnlichen Leute“ (les communes gens). Zugrunde gegangen sind diejenigen, welche auf ihre Tugendwerke vertrauen und meinen, die rechte Lebensweise bestehe in äußerer Aktivität. Sie beschränken sich darauf, Gottes Gebote und Verbote einzuhalten. An sie und an die „gewöhnlichen Leute“ wendet sich Porete nicht, denn sie meint, solche Menschen seien nicht in der Lage, den „Spiegel“ zu verstehen. Zu den Unverständigen rechnet sie insbesondere die „rohen“ Personen, die sich in ihrer Lebensführung vom Alltagsverstand (das heißt von gängigen Wertungen und Vorurteilen) leiten lassen; in diesem Zusammenhang nennt sie ausdrücklich die Theologen. Das Publikum, für das sie schreibt, sind nur die Verirrten und die Zunichtegewordenen. Als „verirrt“ bezeichnet sie Personen, die zwar lernfähig sind und auf dem Weg der Kontemplation zu Gott streben, aber es noch nicht geschafft haben, sich gänzlich von allen ihren Wünschen zu lösen. Ihnen soll dazu verholfen werden, den Eigenwillen restlos aufzugeben und damit „zunichtezuwerden“, wodurch sie in den fortgeschrittensten Stand aufsteigen. Nur die Zunichtegewordenen sind wirklich frei und haben damit das Ziel erreicht. Dies bedeutet jedoch nicht, dass die unfreien Seelen vom Heil ausgeschlossen sind. Sie können es im Rahmen ihrer jeweiligen Möglichkeiten ebenfalls erlangen, aber auf mühevolle Weise und auf einem anderen Weg als dem im „Spiegel“ beschriebenen und empfohlenen.

### Theologische und literarische Einflüsse
Im „Spiegel“ sind nirgends verwendete Quellen ausdrücklich benannt, doch sind eine Reihe von literarischen Einflüssen erkennbar. Marguerite Porete übernimmt Begriffe aus der weltlichen, ritterlich-höfischen Liebesliteratur, aus der Gedankenwelt der Troubadours. Dazu zählt insbesondere der zentrale Begriff des fin amour, der sowohl im höfischen Minnekonzept als auch im „Spiegel“ das Ideal einer vollendeten, bedingungslosen Liebe bezeichnet. Diese Liebe richtet sich in den höfischen Minnetexten auf eine bestimmte Dame, im „Spiegel“ auf Gott. Mancherlei Anregungen verdankt Porete dem Rosenroman oder auch dem Traktat De amore des Andreas Capellanus. Dazu gehört die Idee, personifizierte Begriffe auftreten zu lassen. Ferner steht der „Spiegel“ in der Tradition der mittelalterlichen „Spiegelliteratur“, einer Literaturgattung, die dem Leser Erkenntnisse „wie in einem Spiegel“ vermitteln soll. Werke dieser Gattung bilden das ab, was ist (faktische Spiegel) oder – wie bei Porete – das, was sein soll (exemplarische oder normative Spiegel). Außerdem ist die im „Spiegel“ dargelegte Lehre vom Aufstieg der Seele stark von der neuplatonischen Tradition geprägt. Porete setzt sich auch mit den Ideen führender Theologen des Zisterzienserordens (Bernhard von Clairvaux, Wilhelm von Saint-Thierry) auseinander.
Im ersten Kapitel des „Spiegels“, dem Prolog, präsentiert die Autorin ein Beispiel aus dem Alexanderroman. Die personifizierte Liebe erzählt von einer Königstochter, die von Liebe zu einem außergewöhnlich vornehmen und vortrefflichen fremden König namens Alexander (Alexander dem Großen) ergriffen wurde, obwohl sie ihn nur aus Erzählungen kannte. Da er fern war und keine andere Liebe sie befriedigen konnte, verfiel sie in Liebeskummer; sie war „im Herzen oft verwundet“. Sie konnte aber ihrer Not abhelfen, indem sie ein Bild des Geliebten anfertigen ließ, welches sein Aussehen gemäß dem Ideal in ihrer Vorstellung wiedergab. Zu dieser Erzählung bemerkt die Seele, ihr gehe es genauso mit ihrem fernen Geliebten (Gott). Daher habe er ihr dieses Buch – den „Spiegel“ – gegeben, damit sie sich ihn vergegenwärtigen könne.

## Lehre
Marguerite Poretes Denken kreist um den Aufstieg der Seele zu Gott. Sie betrachtet den Aufstieg als Rückkehr in einen Ursprungszustand, in dem sich die Seele ursprünglich befand, bevor sie sich von Gott trennte.

### Die Stufen des Aufstiegs
Der Aufstieg der Seele ist ein Prozess, der sich in sieben Etappen oder Stufen vollzieht, welche Porete als „sieben Seinsweisen im edlen Sein“ und als „die sieben Zustände“ bezeichnet. Dieser Prozess führt die Seele „aus dem Tal auf den Gipfel des Berges, der so vereinzelt dasteht, dass man dort außer Gott nichts sieht“. Jede der ersten fünf Stufen muss gemäß ihren besonderen Erfordernissen bis zur Vollkommenheit gebracht werden, bevor man zur sechsten gelangen kann, dem „kostbarsten und edelsten“ im irdischen Leben erreichbaren Zustand (die letzte Stufe ist nachtodlich).
Auf der ersten Stufe wird die Seele von der Gnade Gottes berührt und bemüht sich, seine Gebote zu halten, was sie als mühsam empfindet. Sie glaubt, mit dieser Aufgabe ausgelastet zu sein. Auf der zweiten Stufe hält sie sich auch an das, was Gott seinen besonderen Freunden rät. Damit sind insbesondere die Evangelischen Räte gemeint (Armut, Keuschheit und Gehorsam). Auf der dritten Stufe liebt die Seele nichts anderes mehr, als Liebeswerke zu vollbringen. Da sie nun aber in Gefahr ist, von der Anhänglichkeit an solche Werke innerlich abhängig zu werden, gibt sie sie auf und unterwirft sich dem fremden Willen einer anderen Person, um ihren Eigenwillen zu zerstören. Auf der vierten Stufe verzichtet die Seele auf den Gehorsam gegenüber dem fremden Willen und gibt auch ihre äußeren Übungen auf. Nun erlebt sie in der Kontemplation einen intensiven Genuss der Liebe, doch führt dieses Dasein zu einer gefährlichen Selbstbezogenheit und zur Stagnation. Daher kann keine der vier ersten Stufen als hoher Zustand bezeichnet werden, vielmehr lebt die Seele auch auf der vierten Stufe noch „in sehr harter Knechtschaft“. Die vier ersten Stufen entsprechen in ihrer Gesamtheit ungefähr dem, was im 12. Jahrhundert Bernhard von Clairvaux in seiner Abhandlung De diligendo deo („Über die Gottesliebe“) als die vier Stufen der Gottesliebe beschrieben hatte. Porete will aber Bernhards Konzept überwinden, indem sie das auf seinen vier Stufen Erreichbare als etwas zwar Sinnvolles, aber Vorläufiges und Problematisches zu erweisen sucht. Bei ihr erlangt die Seele erst auf der fünften Stufe Freiheit.
Auf die fünfte Stufe gelangt die Seele, indem sie aus der Liebe ins (göttliche) Nichts stürzt und damit zunichtewird. Dies muss geschehen, denn „ohne dieses Nichts kann sie nicht alles sein“, also das in ihr angelegte göttliche Wesen nicht zum Ausdruck bringen. Auf dieser Stufe gibt sie ihren freien Willen, den sie von Gott empfangen hat, an Gott zurück, denn sie erkennt, dass Gott das Sein ist und sie von sich aus nichts ist; das bedeutet, dass ein von Gottes Willen getrennter Eigenwille nur zum ontologisch Nichtseienden, also zum Schlechten, hinneigt und somit wertlos ist. Die Freiheit, welche die Seele damit erlangt, besteht in ihrer Befreiung von ihrem Eigenwillen, dessen Sklavin sie bisher war. Die Sklaverei ergibt sich aus der bloßen Existenz des Eigenwillens und besteht auch dann, wenn der Eigenwille einen Einklang mit dem göttlichen Willen anstrebt, indem er den göttlichen Willen zu erkennen und zu erfüllen trachtet. Ist die Einheit des göttlichen Willens und des Willens der Seele durch die restlose Beseitigung des Eigenwillens vollständig verwirklicht, so ist die Aussage „Gott will, was ich will, und will nichts, was ich nicht auch will“ ebenso wahr wie die umgekehrte. Die Seele „schwimmt im Meer der Freude“, das aus der Gottheit ausfließt, doch empfindet sie dabei nicht die Freude, sondern sie selbst ist Freude. Die sechste Stufe erreicht die Seele durch ihren Sturz aus dem Nichts der fünften Stufe in die Klarheit Gottes. Auf der sechsten Stufe sieht sie sich selbst wegen ihrer Demut nicht und Gott wegen seiner Erhabenheit nicht, sondern Gott sieht sich selbst in ihr. Damit wird die Subjekt-Objekt-Trennung zwischen Gott und der Seele hinsichtlich der Erkenntnis aufgehoben. Nun ist die Seele von allen geschaffenen Dingen so weit entfernt, dass sie nichts mehr empfinden kann, was zu ihnen gehört. Allerdings kann sie nur kurz in diesem Zustand, der blitzartig eintritt, verbleiben, da sie sonst überfordert wäre; sie kehrt dann auf die fünfte Stufe zurück. Die siebte Stufe ist der Status der ewigen Seligkeit, den die Seele erst nach dem Tod des Körpers im Land des Friedens erlangen wird. Konkret befasst sich Porete überwiegend mit der fünften und der sechsten Stufe, den übrigen Stufen schenkt sie wenig Aufmerksamkeit.
Im Verlauf ihres Aufstiegs werden der Seele drei Todeserlebnisse zuteil. Zuerst empfängt sie das Leben der Gnade, die aus dem Tod der Sünde geboren wurde. Dieses Leben entspricht der ersten und zweiten Stufe. Beim Übergang zur dritten Stufe erlebt sie den Tod der Natur und erlangt das Leben des Geistes. Der Übergang zur fünften Stufe ist mit dem Tod des Geistes (mort d’esperit) verbunden. Dieser Tod ist erforderlich, damit die Seele fortan das göttliche Leben führen kann. Der Geist muss sterben, da er voll von geistigen Begehrlichkeiten ist, die mit dem göttlichen Leben unvereinbar sind.

### Die befreite Seele
Die Hauptmerkmale einer freien Seele, die durch das Erreichen der fünften Stufe befreit worden ist, sind ihr Abschied von den Tugenden, ihre Gleichgültigkeit gegenüber Frömmigkeitspraktiken und gängigen religiösen Werturteilen und ihre Unfähigkeit zu sündigen. Zwar besitzt die freie Seele die Tugendkräfte weiterhin, sogar auf bessere Weise als zuvor, doch wendet sie sie nicht mehr an. Bisher hat sie ihnen gedient, nun sind die Tugenden ihrerseits in den Dienst der Seele getreten und haben ihr zu gehorchen. Der Wille Gottes, der nun allein in der Seele waltet, kann nicht einer Orientierung an Forderungen der Tugenden unterworfen sein, sondern ist deren Meister. Porete betont, dass es zwischen der freien Seele und der Gottheit keinerlei Vermittlung gibt, vielmehr ist die Verbindung zwischen ihnen eine ganz unmittelbare. Daher werden die Tugenden, die für unfreie Seelen als Botschafter Gottes fungieren, im Reich der Freiheit nicht mehr benötigt. Die Gleichgültigkeit der freien Seele gegenüber allen Zielen, die nicht Gott sind, erstreckt sich auch auf Himmel und Hölle; weder strebt sie nach dem Himmelreich noch will sie der Hölle entgehen. Sündigen kann sie nicht, da alle Sünde aus dem Eigenwillen kommt. Solche radikale, damals provozierend klingende Konsequenzen leitet Porete aus Grundannahmen ab, mit denen sie sich noch im Rahmen herkömmlicher, kirchlich anerkannter Lehren bewegt. Mit den Konsequenzen verlässt sie aber aus der Sicht ihrer Gegner diesen Rahmen. Hier setzt die gegen sie gerichtete Häresiebeschuldigung an.
Die freie Seele hat sich zwar innerlich von allem, was geschaffen ist, gelöst, doch bedeutet dies keineswegs, dass sie sich äußerlich von der Welt abwendet. Vielmehr kann sie, wie die personifizierte Liebe (Gott) erklärt, bei Bedarf sogar ein Land regieren.

### Gottes Transzendenz
Ein wichtiges Thema des „Spiegels“ ist Gottes Transzendenz. Er ist „unfasslich außer durch sich selbst“. Im Sinne der negativen Theologie betont Porete, alles, was man über Gott denken, schreiben oder sagen könne, sei eher Lüge als Wahrheit. Diese Feststellung bezieht sie auch auf ihr eigenes Buch, dessen Abfassung sie dennoch für hilfreich und von Gott gewollt hält. Die wirkliche Gotteserkenntnis sei die Selbsterkenntnis Gottes in der Seele.
Eine besondere Vorliebe zeigt Porete für die Bezeichnung Gottes als „der Fernnahe“ (le Loingprés). Mit diesem paradoxen Begriff drückt sie den Gegensatz zwischen der absoluten Transzendenz Gottes und der vollkommenen Einheit von Gott und Seele aus und deutet zugleich den Zusammenfall der Gegensätze in Gott an.
Der menschliche Alltagsverstand (raison) kann die für den Aufstieg der Seele erforderlichen Schritte gedanklich nur mit Mühe oder gar nicht nachvollziehen, da er einer transzendenten Wirklichkeit nicht gewachsen ist. Poretes Kritik an seiner Unzulänglichkeit bedeutet aber nicht, dass sie sich zu einer irrationalistischen Position bekennt. Die allegorische Gestalt Raison, die sie auftreten und im Dialog scheitern lässt, repräsentiert konventionelle Denkgewohnheiten, deren Untauglichkeit ans Licht gebracht werden soll. Den Wert des menschlichen Intellekts und der von ihm vermittelten Einsicht (entendement) schätzt Porete – der platonischen Tradition folgend – sehr hoch ein; die Erkenntnis verortet sie am Gipfel der Seele.

### Die große und die kleine Kirche
Marguerite Poretes Kirchenlehre ist eine Besonderheit ihres theologischen Konzepts. Sie unterscheidet zwischen der „kleinen heiligen Kirche“ (Saincte Eglise la Petite), die vom Verstand gelenkt wird, und der „großen heiligen Kirche“ (Saincte Eglise la Grant), die von der Liebe gelenkt wird. Die Bezeichnungen „klein“ und „groß“ beziehen sich nicht auf die Anzahl der Mitglieder, sondern auf eine spirituelle Rangordnung. Die kleine Kirche ist die von der kirchlichen Hierarchie geleitete und repräsentierte Institution. Die große Kirche ist keine äußerliche Einrichtung, sondern die Gemeinschaft der freien Seelen. Die kleine Kirche predigt die Gottesfurcht, die bei den freien Seelen jedoch ausgetilgt sein muss, da sie sonst deren Freiheit zerstören würde. Die kleine Kirche ist außerstande, die Lebensweise einer freien Seele als vorbildlich zu erkennen; das, was sich im Bereich der großen Kirche abspielt, übersteigt ihren Horizont. Eine freie Seele ist gerade wegen ihrer besonderen Nähe zu Gott für die kleine Kirche unbegreiflich. Obwohl Porete ihre Kirchenkritik zurückhaltend äußert, ist ihre Geringschätzung der Ämterhierarchie und des Autoritätsanspruchs des kirchlichen Lehramtes offenkundig.

### Nähe zur Lehre Meister Eckharts
Auffallend ist die große Nähe von Poretes theologischen Positionen zu denen von Meister Eckhart, der ihr Zeitgenosse war. Beispielsweise existiert die Seele bei Porete wegen ihrer Wesensgleichheit mit Gott ewig, ist also nicht in der Zeit geschaffen; dies entspricht Eckharts Lehre von der Ewigkeit des Seelengrunds. Porete schreibt, die Seele sei „aus der Güte Gottes ausgeflossen“, womit sie an das neuplatonische Emanationsmodell anknüpft, das auch Eckhart rezipiert. Ein Kernelement ihrer Theologie, das bei Eckhart wiederkehrt, ist ihre radikale Ablehnung jeder Form von religiösem Leistungsdenken. Nachdrücklich verwirft sie die Vorstellung, man könne und solle sich durch die Einhaltung von Geboten, die Pflege von Tugenden und das Verrichten guter Werke Verdienste erwerben in der Hoffnung, dass Gott dies honorieren werde. Eine solche Haltung ist aus ihrer Sicht Ausdruck einer Sklavenmentalität. Mit Eckhart stimmt sie auch in der Überzeugung überein, dass eine Einheit von Gott und Mensch nicht nur in Christus besteht, sondern in jedem einzelnen Menschen angelegt ist.

## Rezeption

### Mittelalter und Frühe Neuzeit
Spätmittelalterliche französische Chronisten vermerkten Marguerite Poretes theologische Bildung. Als Grund der Hinrichtung gaben sie theologische Irrtümer insbesondere hinsichtlich der Eucharistie an.
Poretes Schrift, deren Titel in den Prozessakten und Chroniken nirgends genannt wird, galt nach dem Tod der Autorin als verschollen. Der Generalinquisitor hatte die Vernichtung aller Exemplare angeordnet und den Besitz des „Spiegels“ unter Strafe der Exkommunikation verboten. Daher konnte das Werk nicht unter dem Namen der Verfasserin weitergegeben werden. Es war aber anonym weiterhin im Umlauf, ohne dass die Leser ahnten, dass es von einer wegen Häresie hingerichteten Autorin stammte und dass sie sich mit dem Besitz des Buches strafbar machten. Mitunter wurde es Margareta von Ungarn († 1270), einer ungarischen Königstochter und Dominikanerin, zugeschrieben. Meister Eckhart hat den „Spiegel“ anscheinend gekannt und herangezogen, nimmt aber nirgends ausdrücklich darauf Bezug. Über Poretes Schicksal war er wahrscheinlich gut informiert, denn er wohnte während seines zweiten Parisaufenthalts ab 1311 im Dominikanerkonvent St. Jacques, wo damals auch der Generalinquisitor Wilhelm von Paris lebte. Dort hatte im April 1310 auch die Inquisitionskommission getagt, die Porete für schuldig befand. Über Eckhart können zentrale Gedanken Poretes dann auch in die Vita der zeitweise in Straßburg lebenden Begine Gertrud von Ortenberg eingeflossen sein.
In spirituell orientierten Kreisen fand der anonym oder pseudonym überlieferte „Spiegel“ jahrhundertelang weite Verbreitung und erregte bei kirchlichen Würdenträgern und Schriftstellern Ärgernis. Das Werk wurde im 14. Jahrhundert ins Altitalienische übersetzt. Eine lateinische Übersetzung, von der mehrere Handschriften erhalten sind, entstand vielleicht schon zu Lebzeiten der Autorin, eine mittelenglische im späten 14. oder frühen 15. Jahrhundert.
Die mittelenglische Übersetzung wurde im Milieu der englischen Kartäuser erstellt. Sie basiert auf einer fehlerhaften Abschrift des französischen Originaltextes. Da der Inhalt teilweise problematisch schien, fertigte der Übersetzer eine zweite Fassung an, wobei er fünfzehn Glossen (Erläuterungen) hinzufügte, mit denen er die Brisanz heikler Stellen zu entschärfen versuchte. Diese mit einer Reihe von Übersetzungsfehlern behaftete Version ist in drei Handschriften aus dem 15. Jahrhundert überliefert. Bei den englischen Kartäusern galt der „Spiegel“ im 15. Jahrhundert als Werk des berühmten flämischen Theologen Jan van Ruysbroek († 1381), den man in England irrtümlich für einen Kartäuser hielt. Die Autorität des angeblichen Verfassers verschaffte dem Werk Ansehen. In Wirklichkeit hatte jedoch Ruysbroek einige Kernthesen des „Spiegels“ scharf kritisiert. Von den Kartäusern ging die Verbreitung der Schrift in England in erster Linie aus; im 15. und 16. Jahrhundert wurde sie dort stark beachtet.
Noch nachhaltiger als in England war die Wirkung in Italien. Es waren zwei italienische Übersetzungen im Umlauf, die beide auf der lateinischen Fassung fußten. Im 15. Jahrhundert identifizierte der Franziskaner Bernhardin von Siena († 1444) die Lehren des „Spiegels“, gegen die er predigte, mit denen der in Italien aktiven „Brüder und Schwestern des freien Geistes“. Er meinte, es handle sich um die gleiche Häresie. 1433 verbot das Generalkapitel der Benediktinerkongregation von Santa Giustina den Mönchen die Lektüre des „Spiegels“. Papst Eugen IV. sandte 1437 den Franziskaner Johannes von Capestrano nach Venedig, Padua und Ferrara, wo Johannes Nachforschungen über die dortige Verbreitung des „Spiegels“ in Kreisen der Jesuaten anstellen sollte. Der Papst ordnete an, die aufgefundenen Exemplare des Werks zu beschlagnahmen. 1439 wurde Eugen IV. selbst auf dem Basler Konzil beschuldigt, ein Häretiker zu sein und mit den Lehren des „Spiegels“ zu sympathisieren. Ein Ankläger warf ihm vor, rechtgläubige Gegner dieser Schrift inhaftiert zu haben, und forderte deren Freilassung sowie die Vernichtung der mehr als 36 Abschriften des „Spiegels“, die sich noch im Besitz einer päpstlichen Kommission befänden.
Der englische Kartäuser Richard Methley fertigte 1491 eine zweite lateinische Übersetzung des „Spiegels“ an, wobei er von der mittelenglischen Fassung ausging, deren Glossen er durch eigene Erläuterungen ersetzte. Von der theologischen Unbedenklichkeit des Werks war er überzeugt.
In Frankreich wurde der „Spiegel“ im 14. und 15. Jahrhundert vereinzelt von Autoren anonym überlieferter spiritueller Literatur rezipiert.
Die Königin Margarete von Navarra († 1549), die sich als Schriftstellerin betätigte, übernahm Gedankengut des „Spiegels“ in ihr allegorisches Epos Les prisons („Die Gefängnisse“), wobei sie der ihr unbekannten Autorin hohes Lob spendete. Unter anderem griff sie die Bezeichnung Gottes als „der Fernnahe“ auf.

### Moderne
Die mittelenglische „Spiegel“-Übersetzung wurde von Clare Kirchberger in modernes Englisch übertragen und 1927 veröffentlicht. Da man von Marguerite Poretes Verfasserschaft damals noch nichts ahnte, erhielt Kirchberger für ihre Veröffentlichung der Schrift eines „unbekannten französischen Mystikers“ die kirchliche Druckerlaubnis (Imprimatur), womit die theologische Unbedenklichkeit des „Spiegels“ bescheinigt wurde. Rund zwei Jahrzehnte später entdeckte die italienische Forscherin Romana Guarnieri, dass eine lateinische Fassung des „Spiegels“ zwei der aus den Prozessakten bekannten verurteilten Artikel enthält. Damit konnte sie das anonym überlieferte Werk Porete zuweisen und so die moderne Erforschung von deren Lehre einleiten. Guarnieri publizierte ihr spektakuläres Ergebnis 1946. Erst 1965 veröffentlichte Guarnieri die Erstausgabe des französischen Textes.
Die Philosophin Simone Weil las 1942 und 1943 in London den „Spiegel“ in der 1927 erschienenen englischen Übersetzung und notierte ihre Eindrücke.
In der modernen Forschung werden besonders zwei Fragenbereiche kontrovers diskutiert. Zum einen wird erörtert, ob Porete tatsächlich im Sinne der zu ihrer Zeit geltenden kirchlichen Vorstellungen als Häretikerin zu betrachten war und inwieweit sich die Anklage auf den Wortlaut und den Sinn ihrer Ausführungen im „Spiegel“ stützen konnte. Zum anderen wird unter dem Gesichtspunkt der Thematik der Gender Studies gefragt, inwieweit bei ihr eine spezifisch weibliche Einstellung erkennbar ist und welche Rolle bei ihrer Verurteilung der Umstand spielte, dass sie als Frau die rein männliche Hierarchie der Kirche herausgefordert hatte. Einige Forscherinnen, die sich intensiv mit Poretes Gedankengut und Schicksal auseinandergesetzt haben, bekennen sich zu einem feministischen Ansatz, von anderer Seite wird die Bedeutung des Geschlechts eher minimiert. Joanne Robinson hat den elitären Charakter von Poretes Haltung und Zielpublikum herausgearbeitet.
Die kanadische Dichterin und Schriftstellerin Anne Carson schrieb das Libretto der 2001 in New York uraufgeführten dreiteiligen Oper Decreation, deren zweiter Teil vom Schicksal Poretes handelt.

## Textausgaben und Übersetzungen
- John Clark (Hrsg.): Richard Methley: Speculum Animarum Simplicium. A Glossed Latin Version of The Mirror of Simple Souls. Band 1: Text, Band 2: Introduction and Notes. Institut für Anglistik und Amerikanistik, Universität Salzburg, Salzburg 2010 (kritische Ausgabe)
- Marilyn Doiron (Hrsg.): Margaret Porete: „The Mirror of Simple Souls“. A Middle English Translation. With an Appendix: The Glosses by „M. N.“ and Richard Methley to „The Mirror of Simple Souls“, by Edmund Colledge and Romana Guarnieri. In: Archivio Italiano per la Storia della Pietà. Bd. 5, 1968, S. 241–382 (kritische Ausgabe)
- Louise Gnädinger (Hrsg.): Margareta Porete: Der Spiegel der einfachen Seelen. Wege der Frauenmystik. Artemis, Zürich/München 1987, ISBN 3-7608-0727-5 (deutsche Übersetzung mit Erläuterungen und einer knappen Einführung)
- Romana Guarnieri, Paul Verdeyen (Hrsg.): Marguerite Porete: Le mirouer des simples ames. Margaretae Porete speculum simplicium animarum (= Corpus Christianorum. Continuatio Mediaevalis Bd. 69). Brepols, Turnhout 1986, ISBN 2-503-03691-0 (kritische Edition des französischen Textes und der mittelalterlichen lateinischen Übersetzung; textkritische Korrekturen dazu bietet Edmund Colledge: The New Latin Mirror of Simple Souls. In: Ons Geestelijk Erf. Bd. 63, 1989, S. 279–287)
- Bruno Kern (Hrsg.): Marguerite Porete: Der Spiegel der einfachen Seelen. Mystik der Freiheit. Marixverlag, Wiesbaden 2011, ISBN 978-3-86539-253-4 (deutsche Übersetzung)

## Belletristische Darstellungen
- Dietmar Mieth: Ketzerflammen in Paris : Marguerite Porete, Meister Eckhart und die Intrigen der Inquisition, Hannover : der blaue reiter, 2024, ISBN 978-3-933722-88-1